# 2,4,6-三硝基苯甲酸
2,4,6-三硝基苯甲酸（缩写TNBA）是一种有机化合物，化学式(O2N)3C6H2CO2H，是苯甲酸的硝化反应，能作为爆炸物，能由三硝基甲苯氧化而来。